# Ardeley
Ardeley is een civil parish in het bestuurlijke gebied East Hertfordshire, in het Engelse graafschap Hertfordshire. In 2011 telde het civil parish 379 inwoners. Ardeley komt in het Domesday Book (1086) voor als 'Erdelei'.